# Parafia Narodzenia Najświętszej Maryi Panny w Rachwałowicach
Parafia Narodzenia Najświętszej Maryi Panny w Rachwałowicach – parafia rzymskokatolicka, znajdująca się w diecezji kieleckiej, w dekanacie kazimierskim.